# Marie-France Pisier
Marie-France Pisier (Dalat, 10 de maio de 1944 — Saint-Cyr-sur-Mer, 24 de abril de 2011) foi uma atriz francesa.
Nascida em terras vietnamitas (onde seu pai serviu como governador colonial daquele país), Marie cresceu na França e virou atriz, trabalhando com grandes nomes da sétima arte, como: François Truffaut, Robert Hossein, Luis Buñuel entre outros. Irmã de Gilles Pisier.
Pisier conquistou por duas vezes consecutivas o César, principal prêmio da cinematografia francesa, como atriz coadjuvante em Primo, Prima, em 1976 e Escândalo de Primeira Página, em 1977.